# カイロ
カイロ県（カイロけん、アラビア語: محافظة القاهرة、英語: Cairo Governorate）、通称カイロ（アラビア語: القاهرة、al-Qāhira：アル・カーヒラ、 発音, コプト語: ⲕⲁϩⲓⲣⲏ, Kahire, 英語: Cairo）は、エジプトの首都。27の県（ムハーファザ）のひとつ。
アラブ世界で最も人口の多い都市であり、アラブ世界及び中東を代表する世界都市の一つ。アラブ連盟の本部所在地でもあり、アラブ文化圏の中心都市である。
カイロへの極度の人口集中による影響緩和のため、カイロ東郊に新行政首都を建設し、首都機能を移転する計画が進められている。

## 概要

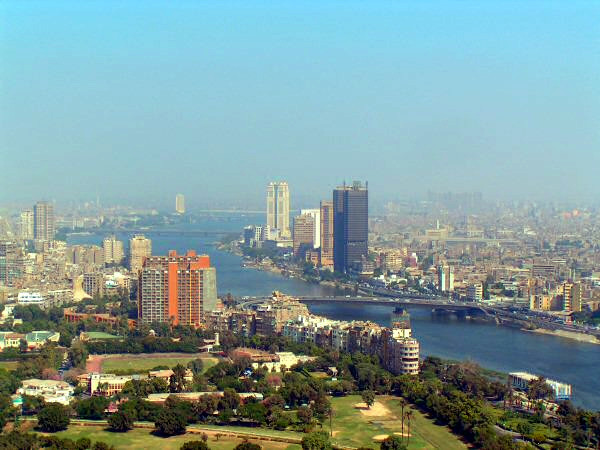
カイロ市街

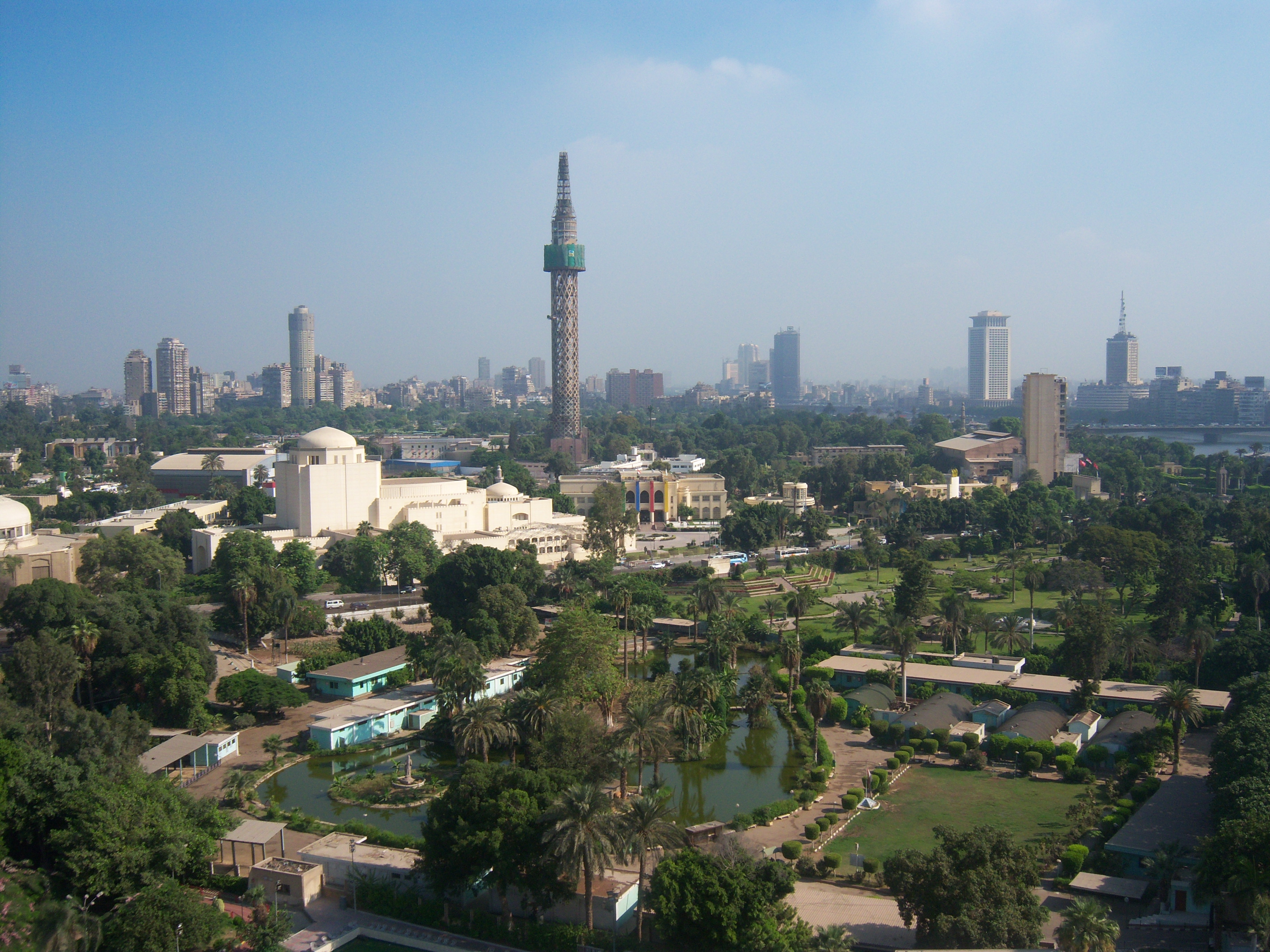
カイロ市街

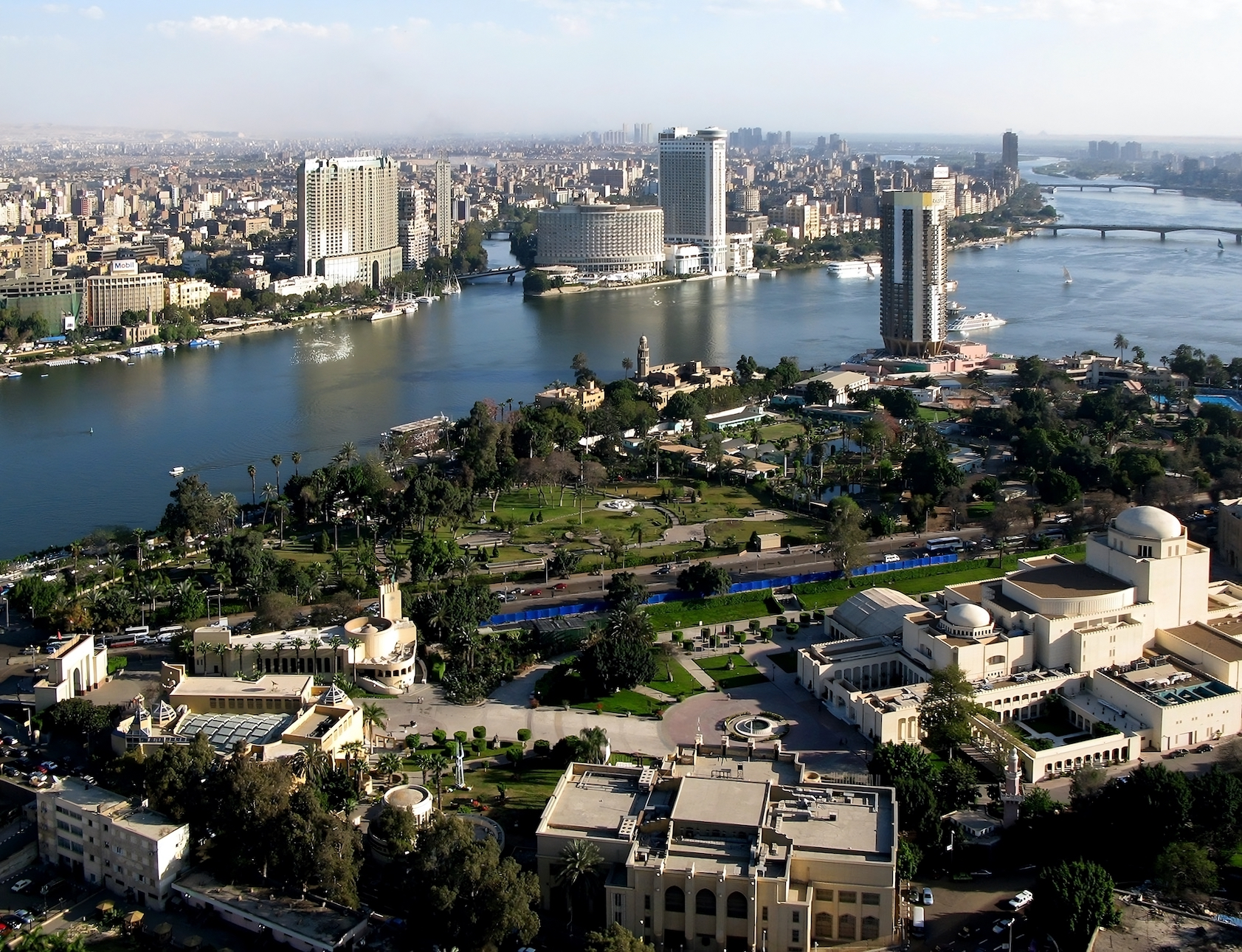
ナイル川のゲジラ島から見た中心部、手前右にオペラハウス

ナイル川下流河畔の交通の要衝として、中世に建設されてより現在に至るまで長い時代を通じ、イスラム世界の学術・文化・経済の中心都市であり続けた。都市自体の人口は965万6074人（2018年推定）、近郊を含めたグレーター・カイロ（カイロ都市圏）の人口は1,591万人で、世界第17位である。カイロ都市圏の人口はその後（2016年時点）約2200万人へ増えた。
アメリカのシンクタンクが2017年に発表した総合的な世界都市ランキングにおいて、世界62位の都市と評価された。アフリカ大陸の都市ではヨハネスブルグに次ぐ2位である。一方、日本の民間研究所が2016年に発表した「世界の都市総合力ランキング」では世界41位と評価されており、アフリカでは1位である。プライスウォーターハウスクーパースが公表した調査によると、カイロの2008年の都市GDPは1450億ドルで、世界第42位、アフリカでは第1位である。
エジプトの乾燥した大地にナイル川が形作った肥沃なデルタ地帯のほぼ南端、要に位置し、河谷を流れてきたナイル川がデルタを形成する、その先端に位置する。エジプトはナイル河谷地方の上エジプトとデルタ地方の下エジプトとに古代エジプト以来二分されており、その両者の接点にカイロは位置する。イスラム帝国が7世紀にエジプトを征服した時、征服者アラブ人の住まう軍営都市（ミスル）が置かれて以来のエジプトの首府である。
日本語でよく知られる都市名のカイロは、英語名の Cairo に由来しており、現地語であるアラビア語ではアル・カーヒラ（القاهرة ; al-Qāhira [ælˈqɑːhɪɾɑ]、現代エジプト方言ではエル・カーヘラ [elqɑ(ː)ˈheɾɑ]）という。しかし、現在でもミスル（مصر ; Miṣr [misˤɾ]、現代エジプト方言ではマスル [mɑsˤɾ]。元々は「エジプト」を意味する呼称）という通称がよく用いられる。
カイロの中心都市はナイル川の右岸、東側に位置する。ナイルをはさんで対岸の西郊には、ピラミッドで有名なギーザの町がある。町の南は古代エジプトの中心都市の一つ、メンフィスである。

## 歴史

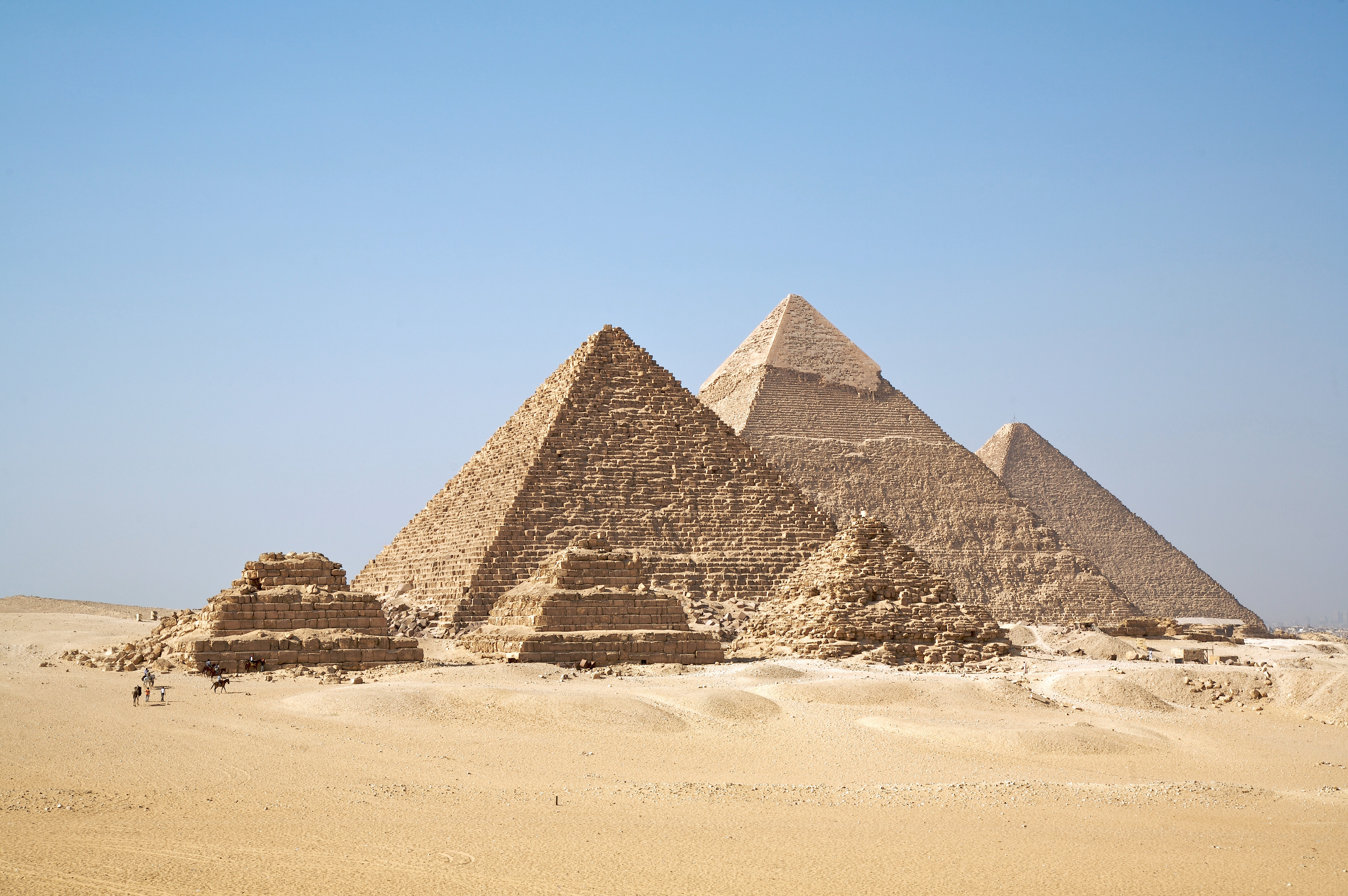
カイロ郊外、ギーザの三大ピラミッド

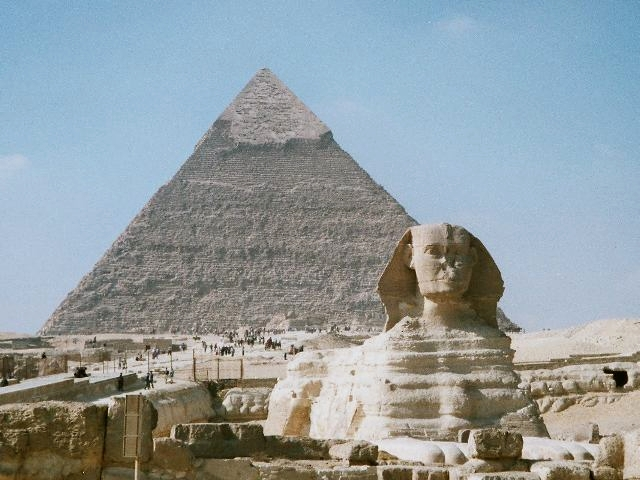
カイロ郊外、ギザの大スフィンクスとカフラー王のピラミッド

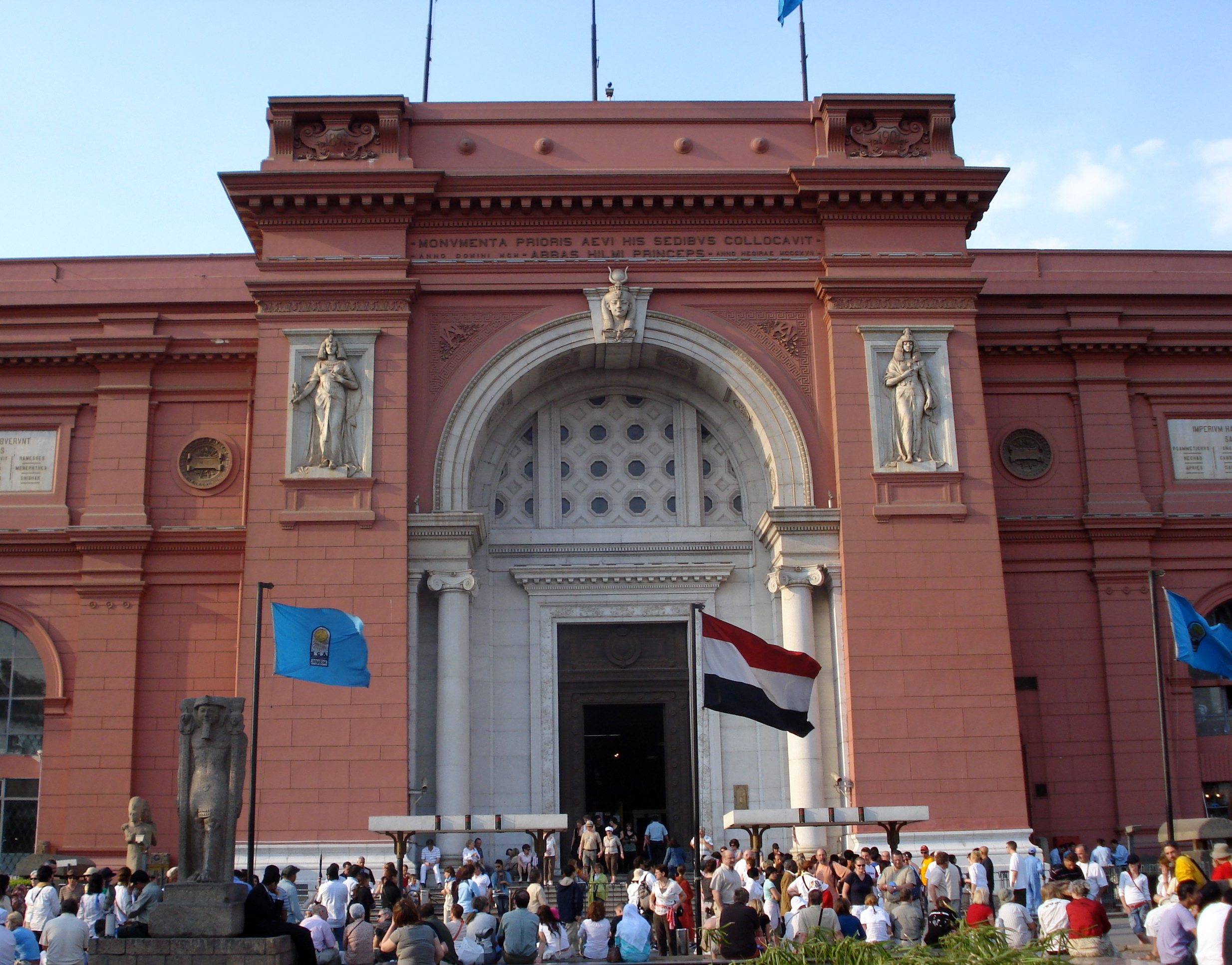
エジプト考古学博物館

### 古代
古代エジプトからローマ属州時代は、ヘリオポリスが近郊にあったが、カイロ自体はナイルデルタの湿地帯に小規模の集落が点在するだけの未開地だった。定住者が少なかったこともあって、イスラム帝国侵攻前の時代の遺跡はほとんど見つかっていない。ナイル川対岸の西側のギーザ台地には三大ピラミッドが築かれているが、そのギーザも古王国時代の終焉とともにピラミッド信仰も衰退していったため、エジプト新王国時代には廃墟となっていた。
アケメネス朝の時代に現在のバビロン城のあるところに砦が築かれたとの説（ヨセフス）もあるが、ローマ帝国のアウグストゥスの時代に3つの軍団の司令部が置かれた（史料：It. Anton.; Georg. Ravenn. etc.) 。ローマの支配時代を通じて、バビロン城に軍団が駐屯し、現在でも遺跡が残っている。

### イスラム帝国時代
イスラム帝国の将軍アムル・イブン・アル＝アースは、639年にエジプトへの侵攻を開始して東ローマ帝国の駐留軍を破り、643年にローマ軍の駐屯都市バビュロンの近くにアラブによるエジプト支配の拠点として軍営都市を築き、「フスタート」の名を与えた。フスタートは現在カイロ市内の一部となっている地区である。初代エジプト総督となったアムルはフスタートの建設を進めるとともに、エジプトに灌漑施設を建設するなど支配の構築に努め、フスタートはその後、ファーティマ朝時代まで一貫してエジプトの首府の地位を保つこととなった。フスタートはその後、ウマイヤ朝、アッバース朝のエジプト州治所となった。7世紀のアッバース朝時代にはフスタートの北部にアスカルという新しい町を築き、ここがアッバース朝のエジプト支配の拠点となった。
9世紀に入るとアッバース朝は弱体化が顕著になり、868年にはトゥールーン朝が事実上独立してフスタートに首都を置いた。トゥールーン朝始祖のアフマド・イブン＝トゥールーンは870年にはアスカルのさらに北にカターイーの町を築き、イブン＝トゥールーン・モスクを建設した。その後トゥールーン朝は弱体化して905年には再びアッバース朝に征服されたものの、既にアッバース朝に昔日の勢いはなく、935年には再び半独立のイフシード朝の首都となった。

### カイロ市の成立
フスタートは、969年に現在のチュニジアに興ったシーア派（イスマーイール派）のファーティマ朝の送り込んだ遠征軍の将軍ジャウハルによって征服された。ジャウハルはフスタートの北3km郊外の地点（カターイーの北）に新たに「勝利の町」を意味する「ミスル・アル゠カーヒラ」の名をもち、ファーティマ朝のカリフが住む宮殿と、イスマーイール派の学術センターとして建設されたアズハル・モスクを中心に1km四方の方形の城壁を備えた新都を建設した。以来、カイロはファーティマ朝200年の首都となるが、この時点ではカイロには政治機能しか与えられておらず、紅海と地中海をつなぐ中継貿易の拠点としての経済機能は依然として旧市フスタートに残されていた。政治都市の方は、カーヒラ（カイロ）と呼ばれ、経済都市フスタートの方はミスルと呼ばれるようになった（元々フスタートもミスルと呼ばれていた）。6代カリフのハーキムは奇矯な行動で知られる一方で学問を奨励し、光学のイブン・アル・ハイサムなどの優れた学者を輩出して、イスラム科学にカイロ学派と呼ばれる一時代を築いた。
ファーティマ朝は12世紀に入ると混乱を極めるようになり、十字軍にも有効な手が打てなかった。十字軍国家であるエルサレム王国はファーティマ朝に度々侵攻し、ファーティマ朝はエルサレム王国に貢納することで平和をあがなった。1168年には貢納の不払いを理由にエルサレム王国のアモーリー1世軍がエジプトに侵攻したのに対し、宰相のシャーワルはフスタートを焼き払って焦土戦術を取った。フスタート市民はカイロに逃げ、以後カイロは商業都市として発展を始めることとなった。1169年にはザンギー朝の部将シールクーフがカイロに入城したが、わずか2ヵ月後に急死し、代わって甥のサラーフッディーン（サラディン）が実権を握った。
1169年にファーティマ朝に代わってカイロでアイユーブ朝の政権を確立したサラーフッディーンは、ファーティマ朝の政府施設を接収するとエジプトの政府機能の一切をカイロに集約させた。カイロ南東のモカッタムの丘の端に城砦（シタデル）を建設して守りを固めるとともに、城壁と市街を南に拡大してフスタートをカイロに取り込ませる形で都市の拡張を進めた。この事業はアイユーブ朝に続くマムルーク朝の時代に至って完成し、東西交易によって空前の繁栄を迎えた。1258年にバグダードがモンゴルに征服された後は、アッバース家末裔のカリフもカイロへと迎えられてイスラム世界の政治的・精神的な中心地ともなり、スンナ派を奉じたサラーフッディーンによってシーア派からスンナ派のイスラム学院に改められたアズハル（アル＝アズハル大学）はスンナ派イスラム世界の最高学府として高い影響力を持つようになった。カイロの町にはアイユーブ朝、マムルーク朝のスルタンやアミールなど有力者によって盛んに建築事業が行われ、モスクをはじめ多くの歴史的建造物が立ち並ぶイスラム都市としても発展した。カイロの旧市街は世界遺産にも登録されている。
しかし、14世紀に頂点を迎えたカイロの繁栄は、15世紀以降、ペストの流行などが原因で次第に衰えを見せ始めた。

### 近世以降・新市街の建設
1516年にマムルーク朝がオスマン朝に征服されると、オスマン帝国の一地方であるエジプト州の州都に過ぎなくなったカイロからはスルタンもカリフもいなくなって政治的な重要性は失われ、文化活動も沈滞した。しかし、依然として活況を呈する交易によって人口も回復し、再び繁栄に向かいつつあった。
1798年、フランスのナポレオン・ボナパルトがエジプト遠征を行い、7月21日にピラミッドの戦いにおいてマムルークたちの軍に勝利し、翌22日にはカイロを占領した。ナポレオンはイズベキーヤ湖近くに司令部を置いたが、しかしエジプトを統治することに失敗したナポレオンがカイロに滞在したのは1799年8月22日までの1年余りに過ぎず、フランス軍も1801年8月には降伏する。

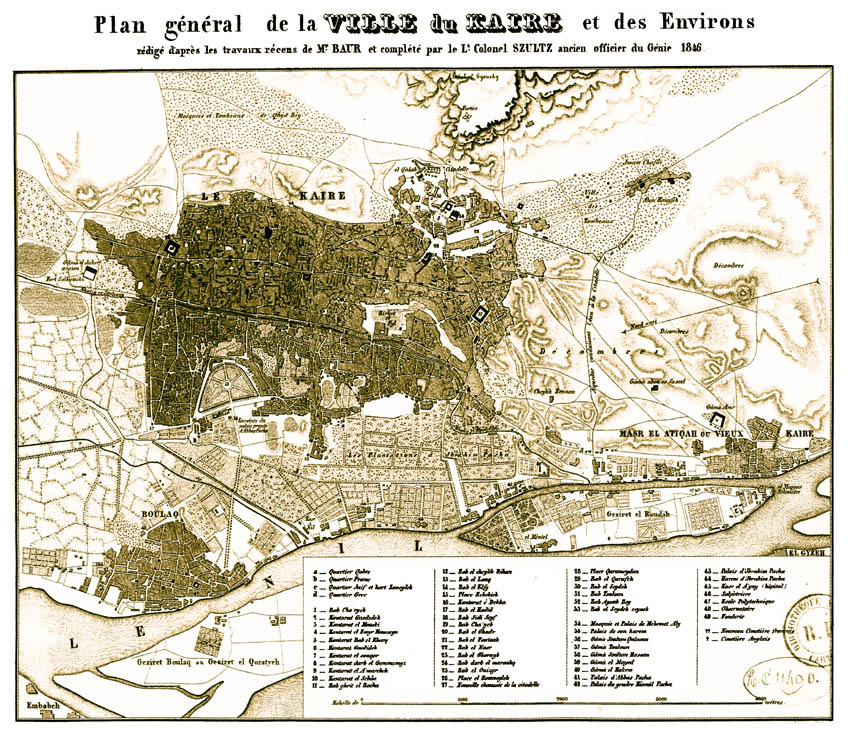
1847年のカイロ市地図

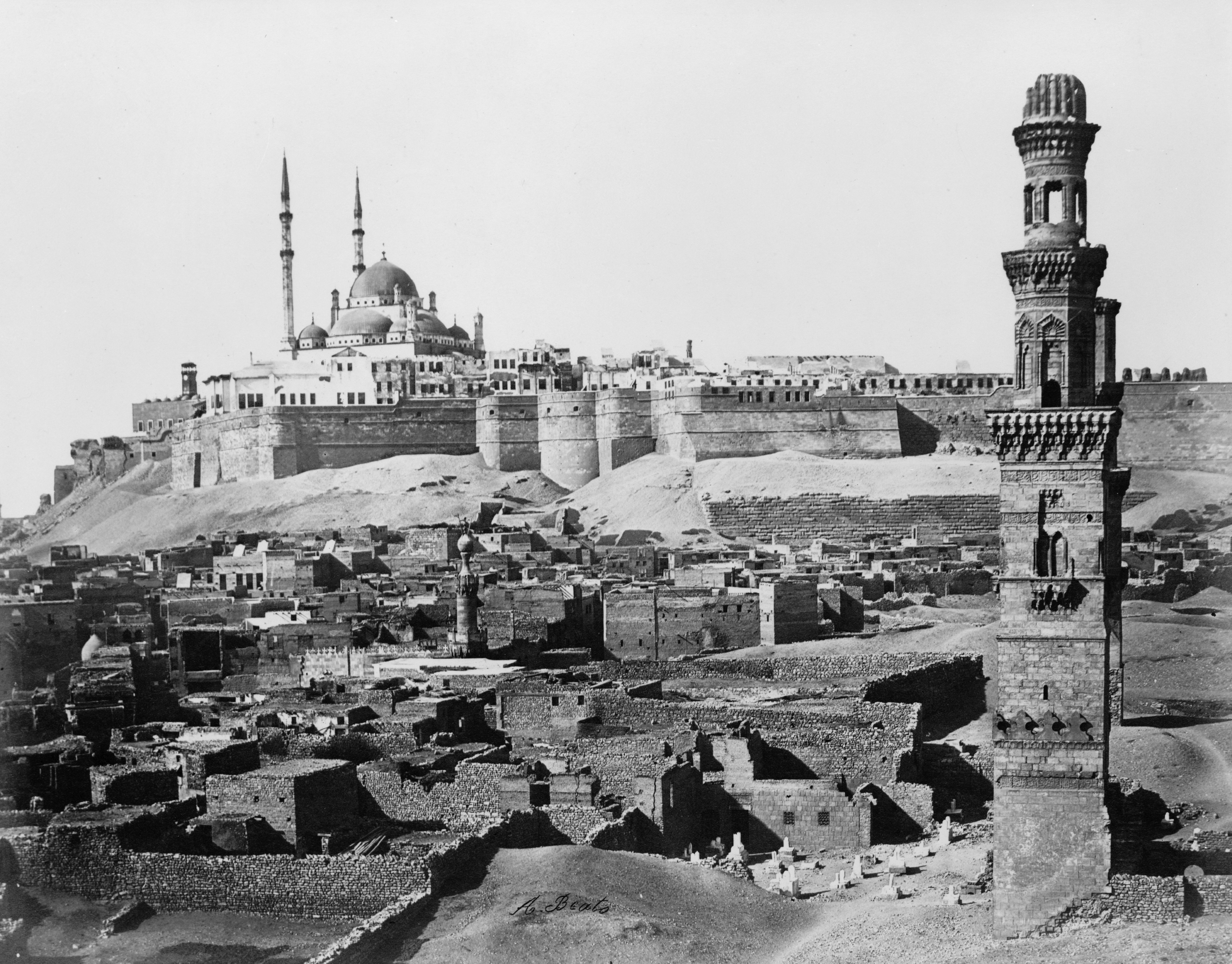
19世紀後半のシタデル

彼らの侵攻によりエジプト情勢は動揺を続けるが、やがてアルバニア傭兵隊の隊長だった軍人ムハンマド・アリーが後の混乱に乗じて台頭し、エジプトの世襲支配者として君臨するに至ると、半独立のムハンマド・アリー朝の下で再びカイロは政治の中心となり、都市の近代化が進められた。特に19世紀後半のエジプト太守イスマーイール・パシャは近代化に熱心であり、スエズ運河の開通にあわせてナイル川東岸の低湿地を開発して、フランスの首都パリの都市計画に倣った新市街を旧市街の西側に建設した。イズベキーヤ湖は埋め立てられて公園となり、それ以西のエリアが開発された。イスマーイール・パシャは新市街にあったアブディーン宮殿を改造して居城とし、シタデルに代わって以後はアブディーン宮殿がエジプトの統治者の居城となった。また、1856年にはアレキサンドリアとカイロを結ぶ鉄道が開通し、ミスル駅（現ラムセス駅）が開業した。しかしこれをはじめとするイスマーイール・パシャの近代化政策はエジプト財政を破綻させ、エジプトはイギリスの保護領となった。その後もカイロの開発は続けられ、1894年には東部郊外の砂漠にニュータウンとしてヘリオポリスが建設され、以後続々とカイロ郊外に建設されるニュータウンの嚆矢となった。20世紀に入るとゲジーラ島が高級住宅街化し、カイロ駅北のショブラ地区が労働者の居住地区となった。

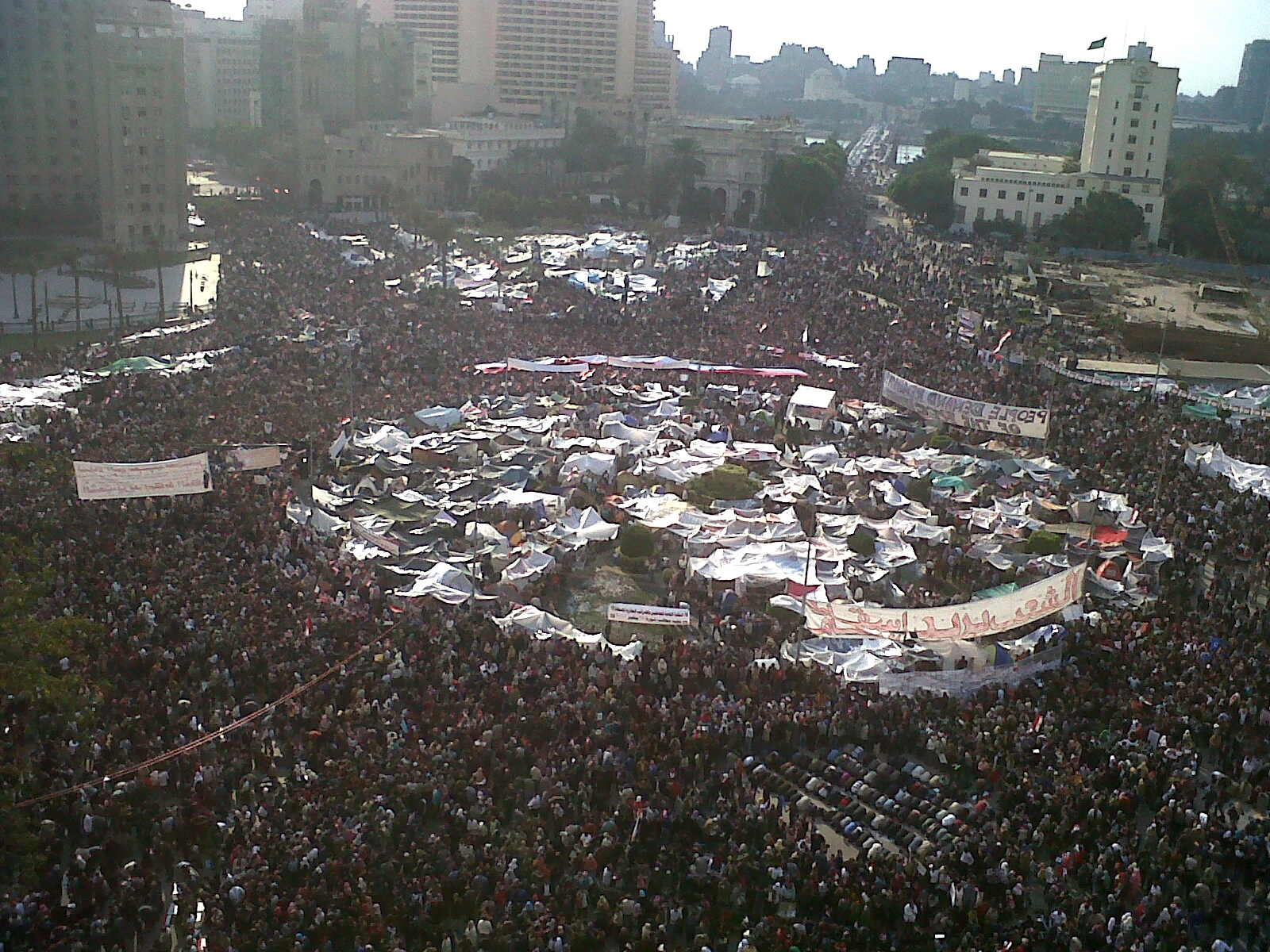
2011年2月8日のタハリール広場のデモ

1922年にエジプトは独立を果たし、カイロはその首都となったものの、政治の実権は未だイギリスが握っていた。これに不満を持った市民は1952年1月26日に「黒い土曜日」と呼ばれる大暴動を起こした。この混乱の中、7月23日にはナーセル率いる自由将校団がクーデターを起こし、ファールーク国王を追放した。エジプト革命である。
革命政府はカイロの近代化を進め、周囲の砂漠地帯に新都市を建設し始めた。1960年代には東部郊外のナスルシティなどに高級住宅街の開発が進められ、1970年代には東部にオブール市を、西部のギザ郊外に10月6日市を建設した。カイロの人口は急速に増大し、カイロ都市圏の人口は1907年に95万人だったものが、1936年には160万人、1952年には290万人、1988年には1200万人に達した。しかし急激な開発はカイロへの富の集中と市内での貧富の差を生み出した。
首都における不満は市民の抗議活動を招き、時には政権に影響を与えた。1977年1月には食料品などの値上げに伴う不満から大規模なデモが発生。同月19日にはエジプト内務省が外出禁止令を発出、デモ隊に向けて発砲を繰り返して多数の死者を出し、サダト政権を揺るがせた。また、2011年、ホスニー・ムバーラク大統領の長期政権に不満を持った市民が市の中心部である新市街のタハリール広場などに集結して、抗議デモを行い、これによりムバーラク政権は崩壊した（エジプト革命 (2011年)）。
また、2012年頃からは電力不足により停電が常態化しており、2014年には都市部においても1時間の停電が1日に3、4回起きることもある。同年9月には1日近くに亘る停電も発生し都市機能は麻痺した。これに対してアブドルファッターフ・アッ＝シーシー大統領は、120億ドルの資金が電力解消に必要であり、エジプトは現在それだけの経済的余裕を有していないと述べており、改善の見通しは全く立っていない。
こうした人口増加により、カイロでは交通渋滞や大気汚染も深刻になっている。その解決策と雇用拡大を兼ねて、シーシー政権は2015年、カイロ中心部から東方約35キロメートル～約50キロメートルにかけて、カイロ国際空港や2000年代から建設の始まった新都市ニューカイロよりもさらに東に「新行政首都」の建設を開始した。エジプト国防省系企業「新首都都市開発」の所有地（714平方キロメートル）を開発して、650万人の居住を想定している。総事業費は約450億ドルを見込んでおり、2019年から2020年にかけて、大統領府や官庁などを移転する計画である。

## 地理

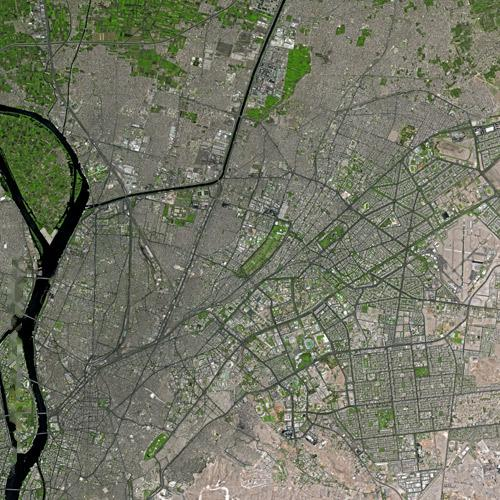
カイロ上空からの衛星写真

ナイル川は平坦な砂漠を流れる河川ではなく、東はアフリカ大地溝帯につらなる山脈によって紅海と遮られている。カイロ周辺では、南東に約100km離れたガララアルババリーヤ山 (1274m) などが際立つ。ナイル川の西側も高地であり、ナイル川が流路を変える可能性は低い。
ナイル川の水の恵みを受けているのは南北に連なる幅15～20kmの細長い地域だけで、カイロ市外の南方10km まではこのような風景が続く。カイロは二つの高地が終わるちょうど扇状地の扇頂に相当する位置に広がる。このため、カイロ自体の標高は15mから60m程度だが、南東方向に2km進むだけで標高150mにまで達する。この地区はモカッタム丘陵と呼ばれる。
カイロ県域はナイル川の東岸及び二つの中州（ゲジーラ島、ローダ島）に限られており、ナイル川の西岸はギーザ市である。カイロとギーザの市街地は一体化しており、カイロ地下鉄の路線もギザまで延び、またカイロ動物園やカイロ大学も所在地はギーザである。

### 新市街

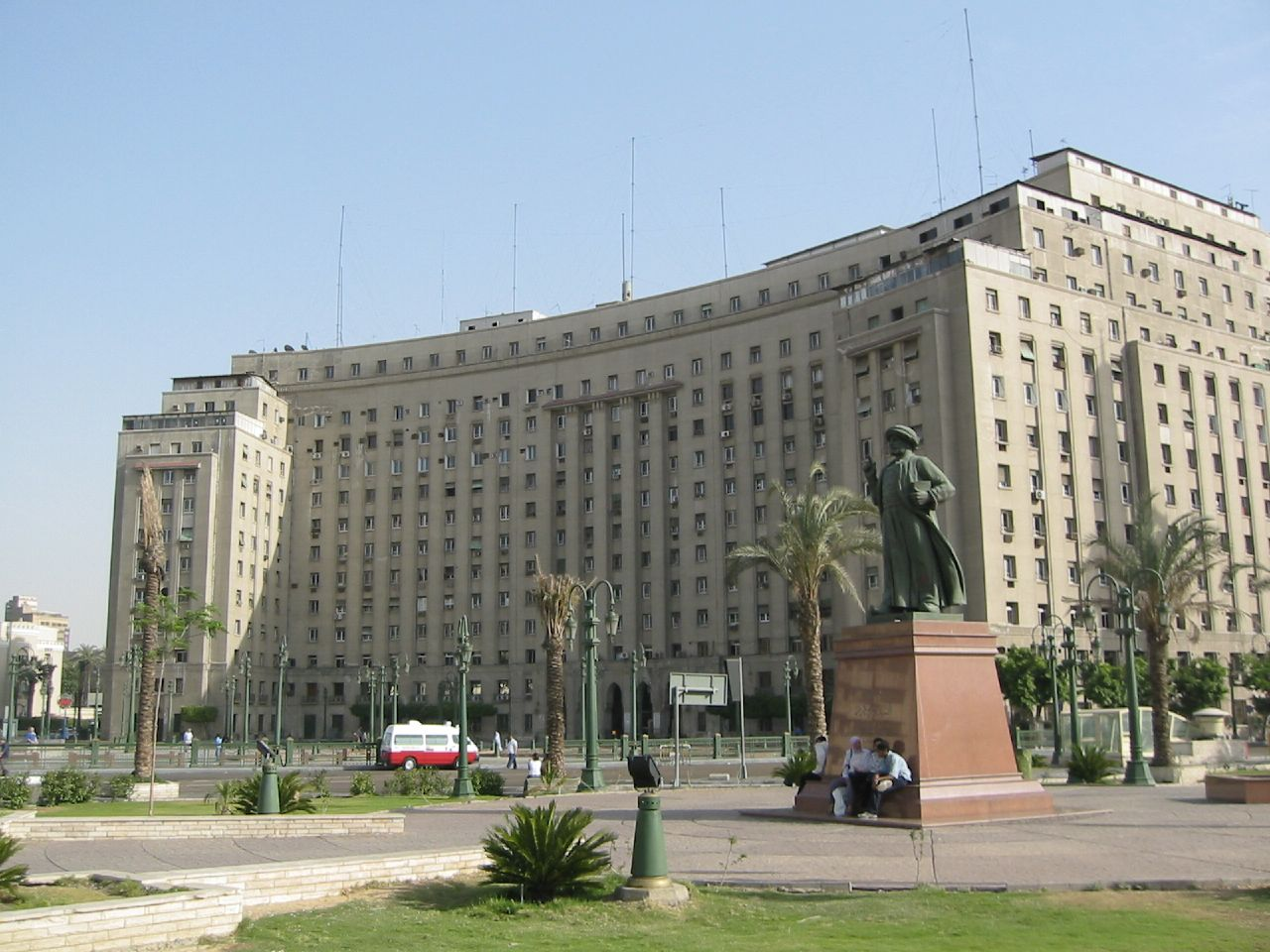
タハリール広場とモガンマア

カイロの中心は、ナイル川東岸にほど近いタハリール広場である。タハリール広場の周辺にはモガンマアと呼ばれる政府庁舎ビルや国民民主党本部、カイロ・アメリカン大学の元キャンパスやエジプト考古学博物館、アラブ連盟本部ビルなどがあり、またカイロ地下鉄のターミナル駅であるサダト駅もこの地下にある。2011年エジプト騒乱においては、この広場に民衆が集結し、ホスニー・ムバーラク大統領の退陣を求める民主化デモの拠点となった。この辺りはカスル・アン＝ニール地区と呼ばれる。タハリール広場から北東にはタラアト・ハルブ広場があり、この周辺からタラアト・ハルブ通りやカスル・アン＝ニール通りにかけての一帯が繁華街となっている。その北東にはオスマン時代には湖であったところをムハンマド・アリー朝時代に埋め立てて作ったイズベキーヤ公園がある。さらにその北にはカイロの中央駅であるラムセス駅があり、ここからアレキサンドリアやデルタ各地、アスワンなど上エジプトに列車が走っている。また、タハリール広場から東に400mほどのところにムハンマド・アリー朝の王宮であり、現大統領府であるアブディーン宮殿がある。タハリール広場から南のナイル川沿いはガーデン・シティと呼ばれ、イギリス統治時代にエジプト総督府が置かれ、開発が進められたエリアである。ガーデン・シティの名の通り、庭園に囲まれた高級住宅街が広がっている。このタハリール広場を中心とした地域は新市街と呼ばれ、19世紀のムハンマド・アリー朝の時代に都市開発が進められた地域で、現在でもカイロの中心である。
新市街の向かいにはナイル川の中州であるゲジーラ島が浮かぶ。ゲジーラ島は北部が高級住宅街であるザマーレク地区、南部は現代美術館などの博物館地域と緑地となっており、南部の中央付近に高さ187mのカイロタワーが立っている。ゲジーラ島中央部とエジプト考古学博物館の間にはカイロの交通の大動脈である10月6日橋が架かっており、この橋を通る10月6日通りはギーザとゲジーラ島、新市街中心部をつないでいる。

### 旧市街

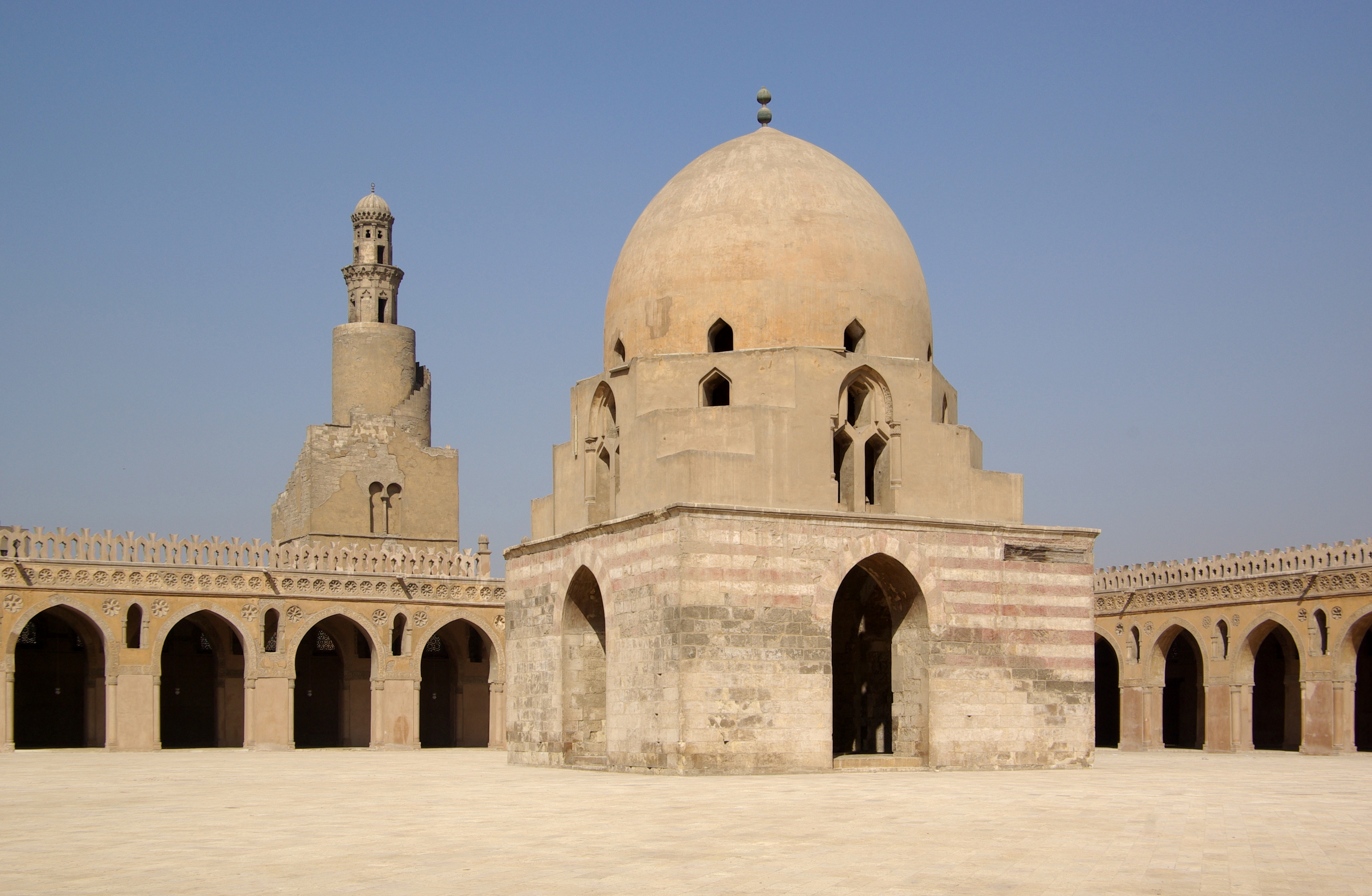
螺旋状のミナレットが残るイブン＝トゥールーン・モスク

新市街から東には旧市街（イスラーム地区）が広がる。この地区はファーティマ朝時代に建設された本来のカイロにあたる地域である。旧市街北部にはアズハル・モスクと、988年に創立されたイスラム世界最古の大学であるアズハル大学がある。アズハル大学の隣には1382年に宿場が作られて以来大規模なスークとなっているハーン・アル＝ハリーリーがあり、現在では土産物屋が軒を連ね、観光名所となっている。旧市街のメインストリートは市街中央を南北に結ぶムイッズ通りである。ここにはファーティマ朝時代道の東西に宮殿が建っていたことから、バイナル＝カスライン（二つの宮殿の間）とも呼ばれる。
旧市街南部、モカッタムの丘にあるシタデルは、1176年にアイユーブ朝の創始者サラーフ・アッディーンが築いた王宮であり、その後のマムルーク朝やオスマン帝国の時代も使用され、19世紀半ばにアブディーン宮殿が建設されるまで700年近くカイロの政治の中心だった。ここにはムハンマド・アリー・モスク（ガーマ・ムハンマド・アリー）が建設されており、市内のランドマークとなっている。シタデルを挟むようにして市街の東側に南北に伸びているのが死者の町と呼ばれる墓地である。エジプトの墓地は屋根のついた家のようなつくりになっており、貴重なものも多く世界遺産に登録されているが、カイロの急拡大に伴って市街地に収容し切れなかった人々が墓へと住み着き、2万人が居住しているといわれる。シタデルの西は古いカターイーの町のあった辺りであり、イブン＝トゥールーン・モスクなどが建っている。

### オールド・カイロ

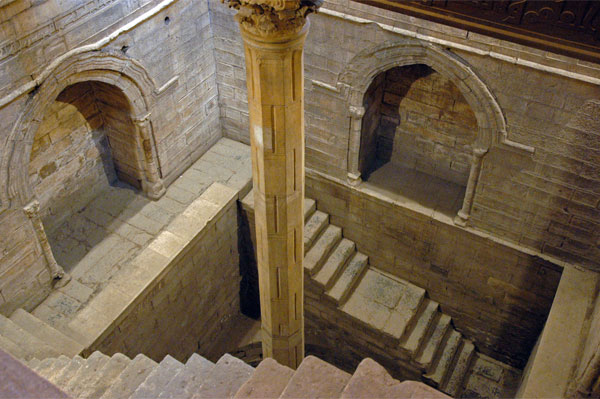
ローダ島のナイロメーター

新市街からナイル川沿いに南には、オールド・カイロがある。ここはカイロで最も古い市街地であり、コプト教徒が多く住む地域でもある。コプト地区にはコプト博物館やギリシア正教会の修道院、ユダヤ教のシナゴーグなどがある。コプト地区北側には、アムル・イブン・アル＝アース・モスクがあり、その東側にはカイロ発祥の地であるフスタートの遺跡がある。12世紀の大火により焼失し、一度は再建されたものの14世紀にペストの蔓延によって放棄されて以降、この地は廃墟となっている。そのさらに昔の、ローマ帝国やビザンツ帝国時代の支城であるバビロンの遺構も残っている。
オールド・カイロの対岸にはナイル川の中州であるローダ島が浮かんでいる。ローダ島の南端には861年に建てられたナイル川の水位計であるナイロメーターが設置されている。

### 東部
ナイル川沿いの市域西部と違い、市の東部は20世紀も後半になって開発された地域である。カイロ中心部のベッドタウンとしての性格が強い。まず東部の中央にあるヘリオポリスが開発され、さらにその南東に続いてナスルシティが建設された。ナスルシティにはピラミッド状の無名戦士の墓、カイロ最大のスタジアムであるカイロ国際スタジアムや中国の援助で建設されたエジプト最大のコンベンション・センターであるカイロ国際会議場などがある。その東にはカイロ国際空港があり、カイロの玄関口となっている。

### 北部

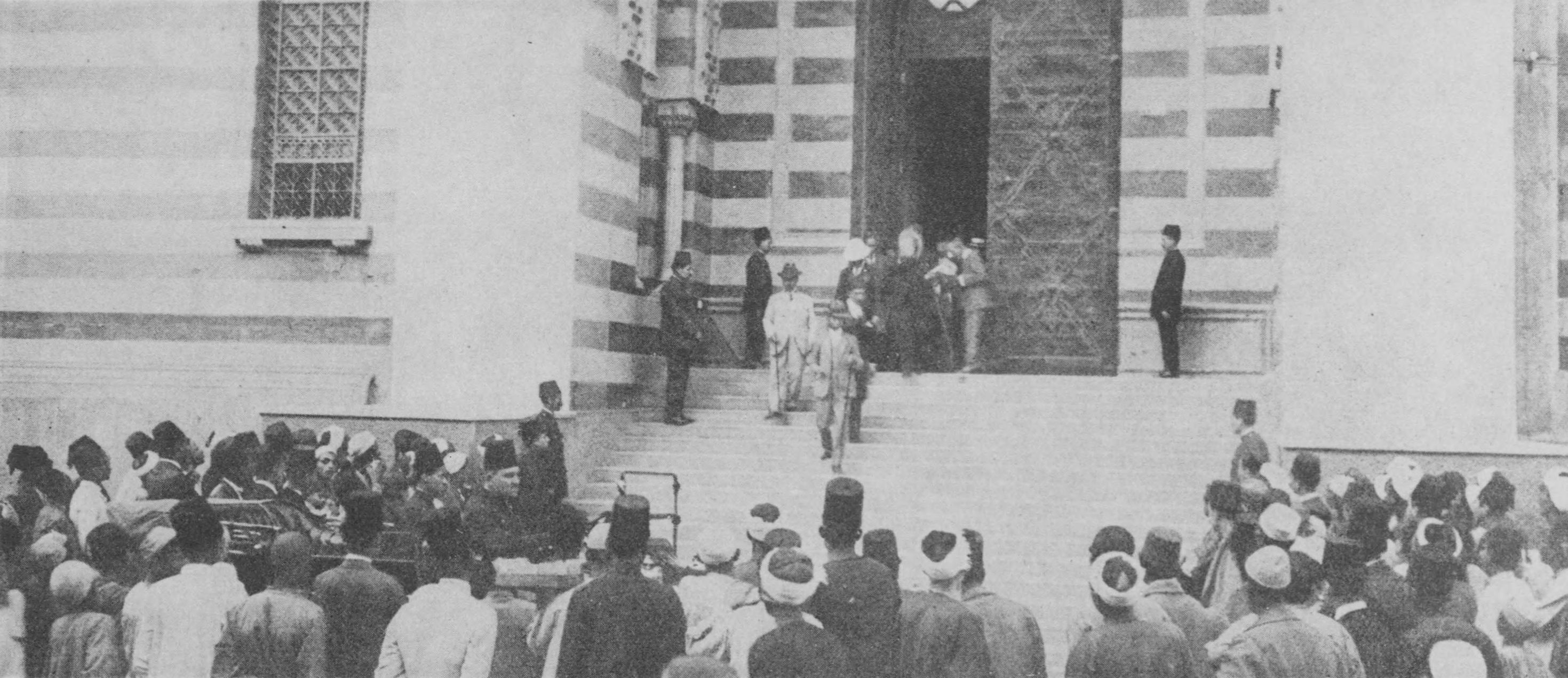
1921年にエジプト国立図書館を訪れた皇太子裕仁親王

ラムセス駅の北はショブラ地区、北西はブーラーク地区と呼ばれる。どちらもムハンマド・アリー朝時代に開発が進められたエリアで、工業化政策に伴い多くの工場が置かれた。ブーラーク地区はかつてはゲジーラ島とともに大きなブーラーク島を形成していたが、ナイルの河道の変化によって両地区は切り離され、ブーラーク地区は東岸と一体化した。この地区にはエジプト国立図書館が置かれている。

## 気候
ケッペンの気候区分では砂漠気候 (BWh)。
カイロの位置は、北緯30度03分、東経31度15分であり、主要都市では中華人民共和国の武漢や、アメリカ合衆国のヒューストンやニューオーリンズと同じ緯度である。また、日本の種子島・屋久島ともほぼ同緯度である。経度ではロシアのサンクトペテルブルクやウクライナのキーウ（キエフ）と近い。年間を通して南風が吹き、特に4月から5月にかけてはハムシーンと呼ばれる砂嵐が続く。年平均降水量は26.7mmと少ない。カイロがアフリカ一の大都市、砂漠気候に位置する都市として最大の都市となりえたのは正にナイルの恵みのためである。
最も寒い1月の平均気温は14.0℃であり、最も暑い7月は28.4℃である。4月に南西のリビア砂漠の方から吹き付けるハムシーンの季節を除けば大気が乾燥していることもあって過ごしやすい。降雨はほとんどなく、特に最も乾燥する7月から9月にかけては全く降雨がない。逆に冬季には数日間だが曇天の続くことがあり、わずかながら降雨もある。晴天であれば冬は気温もあまり下がらず、ヨーロッパ方面から避寒を兼ねて観光客が多く来るのもこの季節である。
| カイロの気候                                                       | カイロの気候 | カイロの気候 | カイロの気候 | カイロの気候 | カイロの気候 | カイロの気候 | カイロの気候 | カイロの気候 | カイロの気候 | カイロの気候 | カイロの気候 | カイロの気候 | カイロの気候 |
| 月                                                                 | 1月          | 2月          | 3月          | 4月          | 5月          | 6月          | 7月          | 8月          | 9月          | 10月         | 11月         | 12月         | 年           |
| ------------------------------------------------------------------ | ------------ | ------------ | ------------ | ------------ | ------------ | ------------ | ------------ | ------------ | ------------ | ------------ | ------------ | ------------ | ------------ |
| 平均最高気温 °C （°F）                                             | 18.9 (66)    | 20.4 (68.7)  | 23.5 (74.3)  | 28.3 (82.9)  | 32.0 (89.6)  | 33.9 (93)    | 34.7 (94.5)  | 34.2 (93.6)  | 32.6 (90.7)  | 29.2 (84.6)  | 24.8 (76.6)  | 20.3 (68.5)  | 27.8 (82)    |
| 日平均気温 °C （°F）                                               | 14.0 (57.2)  | 15.0 (59)    | 17.6 (63.7)  | 21.5 (70.7)  | 24.9 (76.8)  | 27.0 (80.6)  | 28.4 (83.1)  | 28.2 (82.8)  | 26.6 (79.9)  | 23.3 (73.9)  | 19.5 (67.1)  | 15.4 (59.7)  | 21.8 (71.2)  |
| 平均最低気温 °C （°F）                                             | 9.0 (48.2)   | 9.7 (49.5)   | 11.6 (52.9)  | 14.6 (58.3)  | 17.7 (63.9)  | 20.1 (68.2)  | 22.0 (71.6)  | 22.1 (71.8)  | 20.5 (68.9)  | 17.4 (63.3)  | 14.1 (57.4)  | 10.4 (50.7)  | 15.8 (60.4)  |
| 降水量 mm （inch）                                                 | 5.0 (0.197)  | 3.8 (0.15)   | 3.8 (0.15)   | 1.1 (0.043)  | 0.5 (0.02)   | 0.1 (0.004)  | 0.0 (0)      | 0.0 (0)      | 0.0 (0)      | 0.7 (0.028)  | 3.8 (0.15)   | 5.9 (0.232)  | 24.7 (0.972) |
| 平均降水日数 （≥0.01 mm）                                          | 3.5          | 2.7          | 1.9          | 0.9          | 0.5          | 0.1          | 0.0          | 0.0          | 0.0          | 0.5          | 1.3          | 2.8          | 14.2         |
| 平均月間日照時間                                                   | 217          | 232          | 279          | 300          | 310          | 360          | 372          | 341          | 300          | 279          | 240          | 186          | 3,416        |
| 出典：世界気象機関（国連）, BBC Weather for data of sunshine hours |              |              |              |              |              |              |              |              |              |              |              |              |              |

## 政治
カイロは都市であるが、行政的にはエジプトの27県のひとつである。県政は大統領によって任命されたカイロ県知事が担う。

## 交通

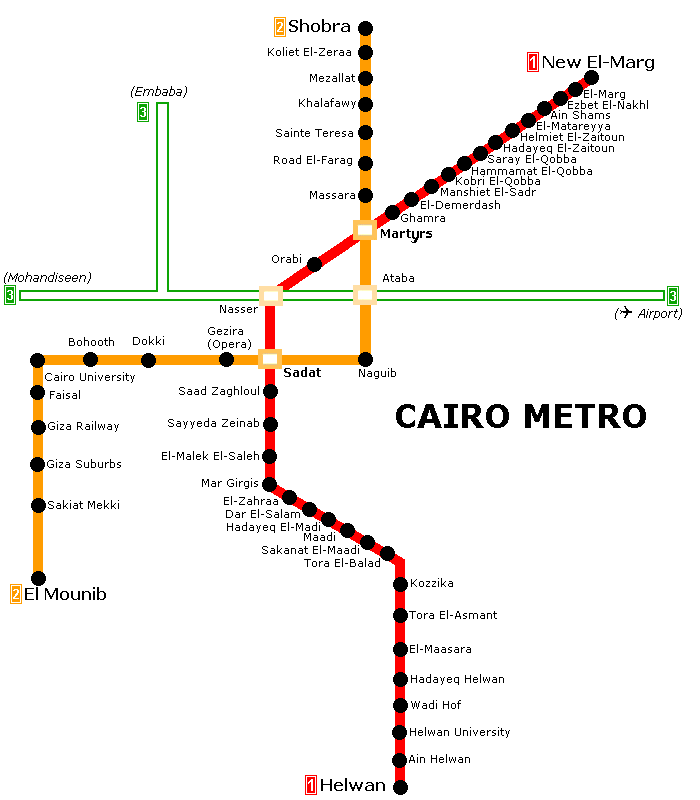
カイロ地下鉄の路線図

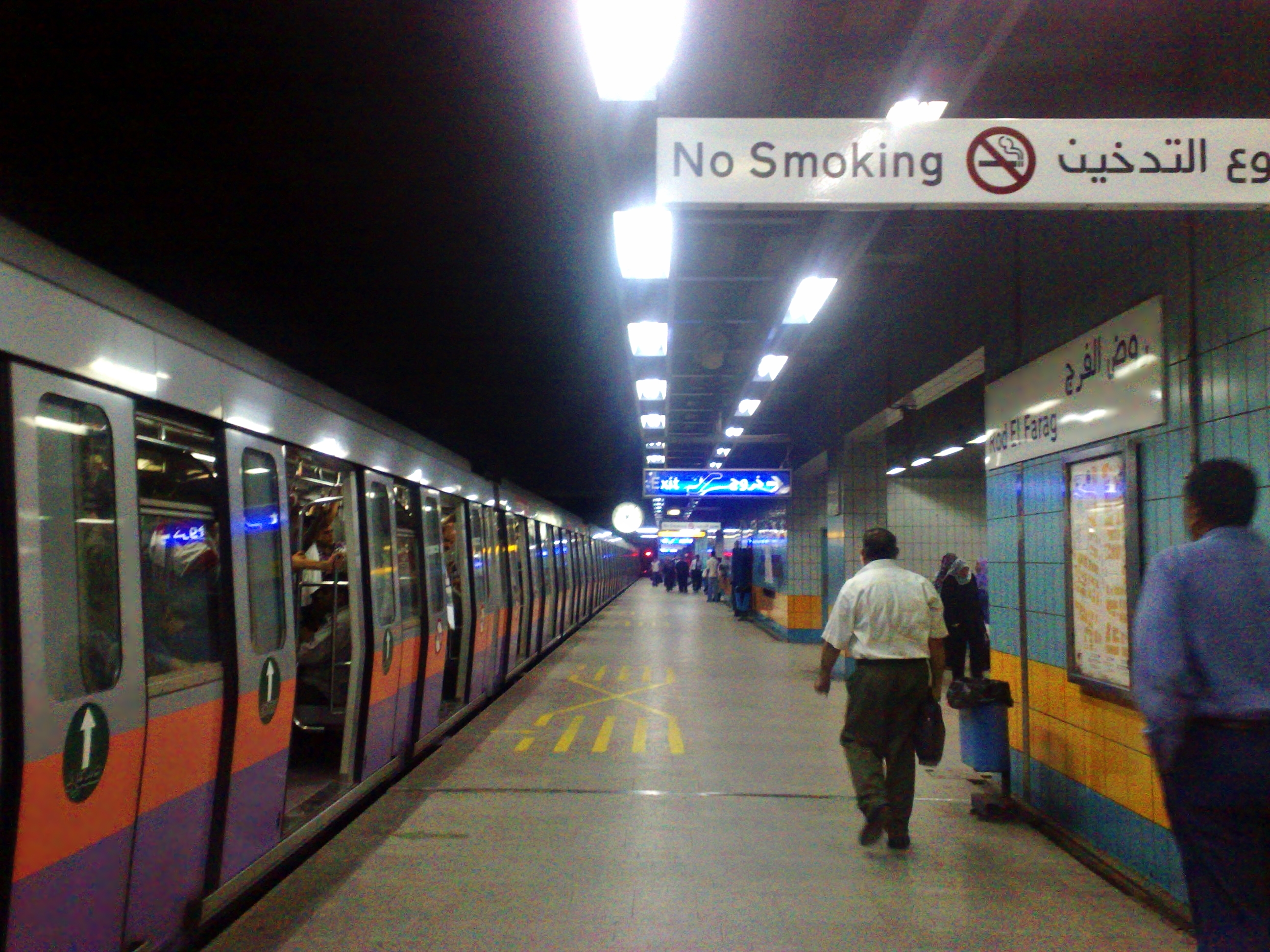
カイロ地下鉄の駅

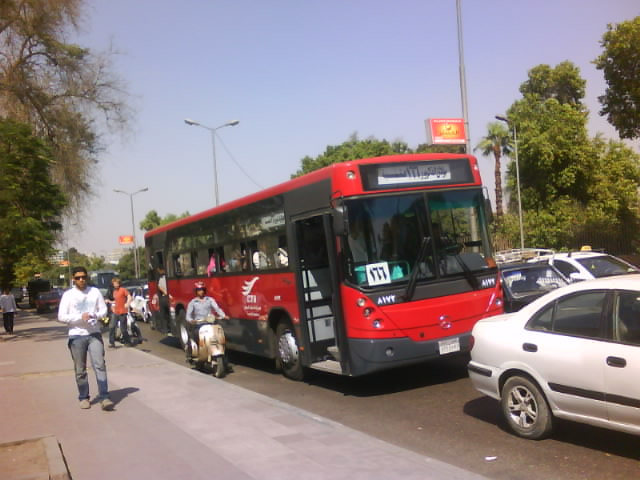
市内を走るバス

### 空路
エジプト航空のハブ空港でもあるカイロ国際空港が、市内から15kmの距離にある。日本の成田国際空港との間に直行便が就航している。また関西国際空港への直行便は運休が続いている。市内中心部まで路線バスが往復している。将来、延伸工事中の地下鉄3号線が乗り入れる予定。

### 鉄道
ラムセス駅が中央駅で、エジプト鉄道（エジプト国鉄）がアレクサンドリア・ルクソール・アスワン方面へ運行しているが、南部上エジプト方面へは立ち入り制限区域の関係で外国人の乗車できる列車が限定される（制限区域内の駅での外国人車両のドア扱いが無い）。

### 地下鉄
カイロ地下鉄が3路線運行している。料金は通過する駅の数によって異なり、8駅まで5 L.E、15駅まで7L.E、16駅以上が10L.Eである。また場内において乗り換えが可能である。券売機は無く、駅窓口で現金で切符を購入する。交通系ICカードも販売しており、費用は25LEである。改札は自動改札となる。運行本数は多いがいつも混雑している。女性専用車両も有る。現在3号線がヘリオポリス方面で建設中であるほかに、4号線が具体的な計画段階になっている。

### 路面電車
かつて、市内中心部（ラムセス中央駅）からヘリオポリス方面に6系統運行しており、途中のアイン・シャムス大学前駅までメトロ1号線と併走していた。一部ヘリオポリス内での区間運転も存在した。メトロ1号線のハルミアット＝エル・ゼイツゥーン駅でヘリオポリス横断系統の5番系統と乗り換え可能。6番系統はカイロ国際空港入り口近くのサンシティモール裏のノズハまで運行していた。列車編成毎に系統が固定化されており、列車の前後には行き先がしっかり表示されていた。一方、時刻表が存在しないため、団子運転や逆に30分以上待っても何も来ないなど運転間隔はばらつきがちであった。また主に道路のUターン部分で乗用車が軌道敷に乗り入れてくるが、列車優先のルールが存在しないため、道路渋滞の際は影響をまともに受け、遅れの原因ともなっていた。40年以上前に日本の近畿車輛から導入した車体が未だに使用されていた。
英国統治時代の1890年代に開業した後、最盛期には営業距離が100キロメートルを超えたものの、自動車優先の政策や世論に押され、運行区間はほぼ半減した。上記のように運行や所要時間が不透明なため、運賃は50ピアストル（日本円で数円）と安いものの、利用者はまばらであった。廃線跡は交通渋滞解消のため道路拡幅やバス専用道路に転用されている。
2015年までにヘリオポリス内の1路線を除いて全て廃され、軌道も除かれた。残った路線も、地下鉄3号線の延伸に伴って2019年に廃線となった。

### バス
赤、薄緑、水色の3種類のカイロ市交通局の大型・中型バスが市内をくまなく走っている。前面にアラビア#数字で系統番号が、またアラビア語で往復の始終点と経由地が書いてある。値段は系統内は距離に関係なく一律で、一乗り50pt（0.5LE）から2LE程度であり、車掌または運転手に料金を支払う。エアコン付バスは空港行きやエジプト各地へ向かう長距離バスのみ。また個人経営のミクロバスも多数運行されており、距離に応じて0.5～3LE。ミクロバスはワゴン車タイプと運転台がトラックのようで後ろに少し大きめの客室を載せたタイプとあるが、両方とも金額および運行方法は同じ。車体全部が白い車両はモハンデシーンを含むギーザ方面およびヘリオポリスやニューカイロ方面、下半分が緑の車両は北部のショブラ方面、下半分が青の車両は南部のマーディやヘルワン方面と方向別に色分けされている。

### タクシー
料金システムにより、メーター制と交渉制の2種類ある。前者は白地にチェッカーフラッグ柄で、比較的車体は新しくエアコン付も多い。メーターは時間と距離の併用制のため、渋滞や交差点で滞留するとメーターが自動的に時間加算モードに切り替わり加算されていく。初乗りは2.5LEで深夜加算は無い。後者は白黒のツートンで、車体は古くエアコンが無い場合が殆どである。また、配車アプリのUberとCareemが利用可能となる。料金目安は30分の乗車距離で30EGPである。

### トゥクトゥク
低層住宅地内では東南アジアから輸入された三輪タクシー（トゥクトゥク）が営業している。運転手は無免許の場合が多く、また小回りの利く車体であることから、逆走や無理な追い越し等の無謀な運転をされがちのため、利用を避ける地元民も多い。営業可能な範囲や道路が規制されていることから、市内中心部で見かけることは無い。

## 文化
カイロはアラビア語圏最大の都市であり、音楽や文学などの文化のアラブ圏での中心となっている。カイロは多くの文学作品の舞台ともなり、特にアラブ圏初のノーベル文学賞を受賞したナギーブ・マフフーズは自らもカイロの下町出身であり、代表作である「バイナル・カスライン」からはじまる「カイロ三部作」をはじめとする、カイロを舞台として庶民の姿を描いた多くの作品を執筆した。音楽の中心もカイロであり、東方の星といわれた大歌手ウンム・クルスームをはじめとして、多くの歌手がカイロで活動し、他のアラブ諸国からも多くの歌手がカイロへとやってきて、ここでの活動で全アラブ的な人気を獲得し、スターダムにのし上がっていった。カイロはアラブ圏の映画の中心地でもあり、毎年11月から12月にかけてカイロ国際映画祭も行われる。

## 教育

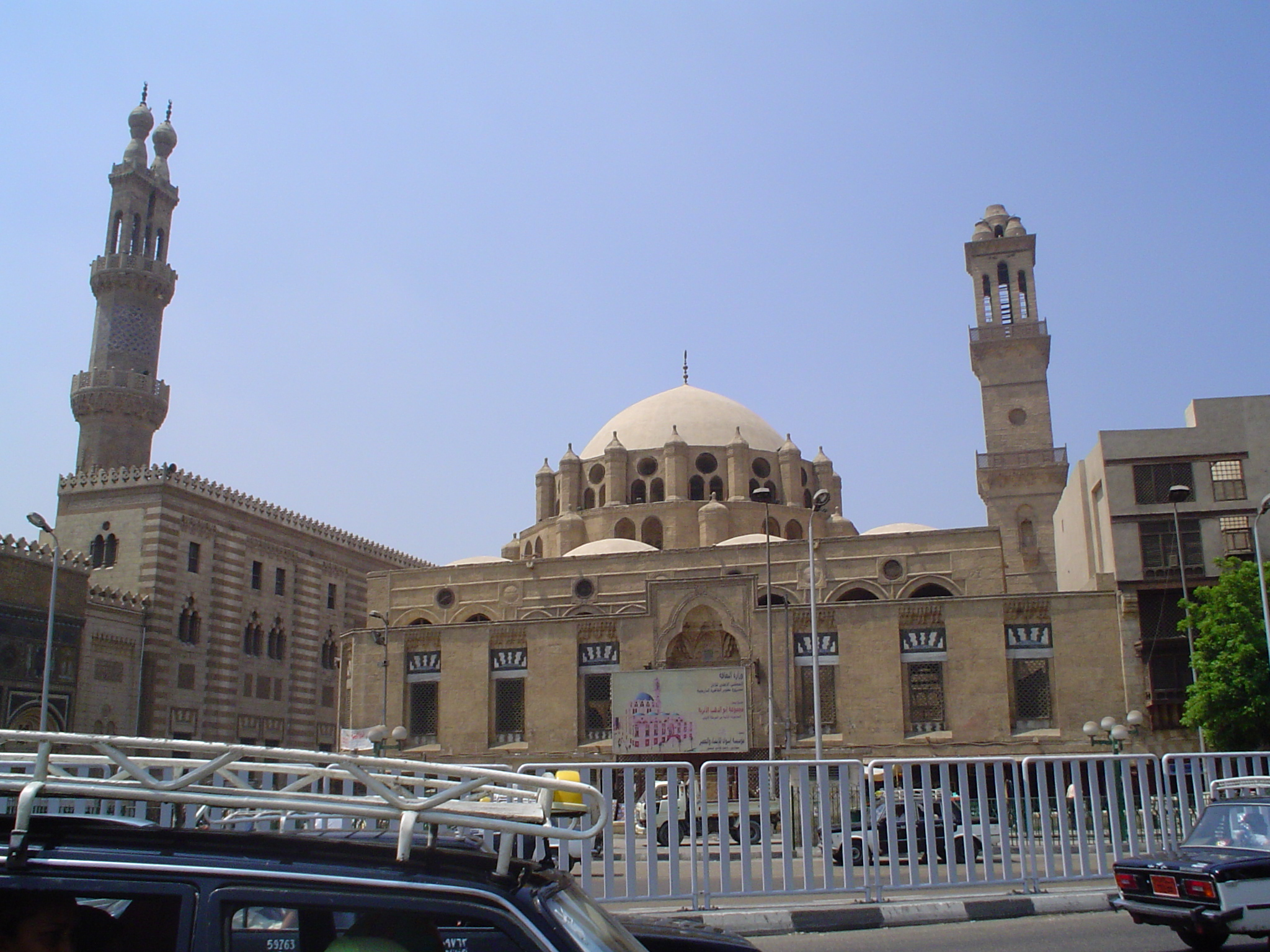
アズハル大学

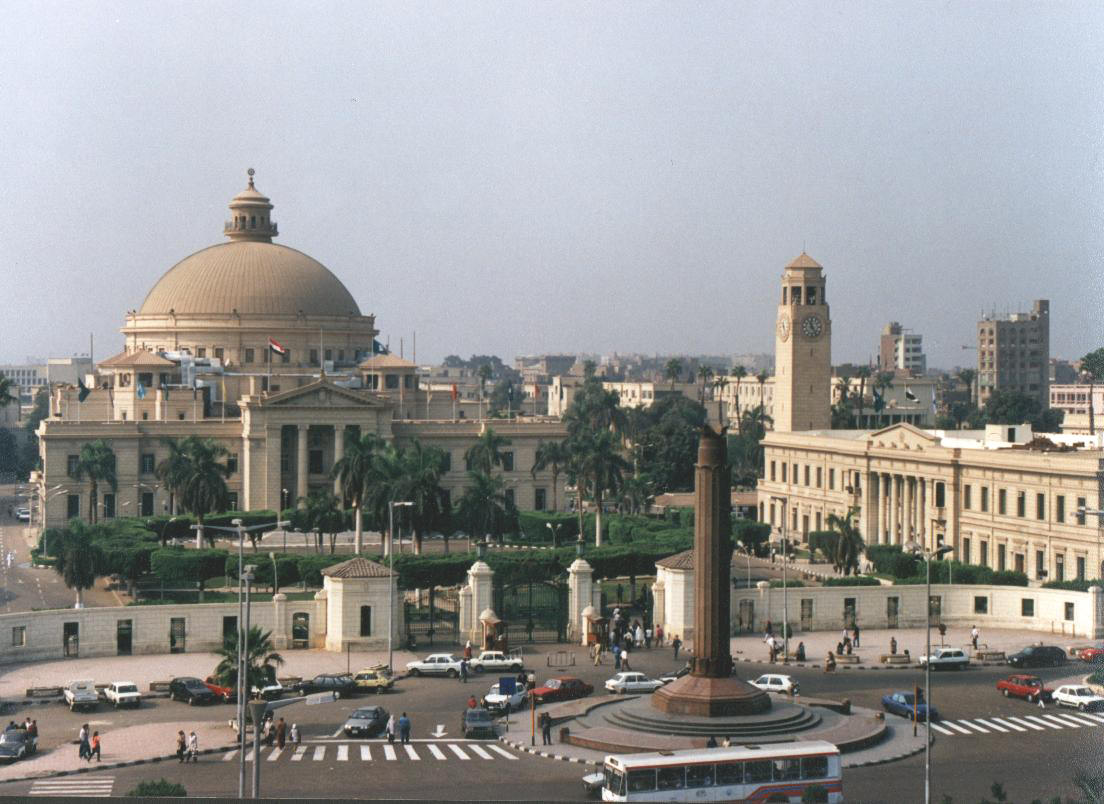
エジプト最大のカイロ大学

旧市街にあるアズハル大学は、988年に創立されたアラブ世界最古の大学である。当初は建学したファーティマ朝の宗派であるシーア派のマドラサであったが、1171年までにはスンナ派となり、以後もイスラム教学の最高学府として世界中から留学生を集めてきた。1961年にはナセル政権下で総合大学となり、工学や農学といった理系学部も設立された。アズハル大学が宗教教育専門だった時代、世俗教育の最高学府となっていたのは1908年に創立されたカイロ大学である。カイロ大学はキャンパスはナイル対岸のギーザにあるものの、地下鉄などによってカイロ市内と結ばれている。このほか、タハリール広場に面する1919年創立のカイロ・アメリカン大学やヘリオポリスにあるアイン・シャムス大学など、多くの大学が存在する。

## スポーツ
サッカーはエジプトにおいて最も人気のあるスポーツであり、カイロには国家レベルから地域レベルに至るまでいくつかのサッカークラブが存在する。最もよく知られているクラブとしてアル・アハリとアル・ザマレクがありエジプト国内だけでなくアフリカのアラブ地域においても高い人気を持つ。両者はライバル関係にあることでも知られ優勝を争っている。カイロにはいくつものサッカースタジアムがあるが、最も大きく施設が整っているのはカイロ市東部のナスルシティにあるカイロ国際スタジアム（収容人数74100人）であり、アル・アハリが本拠として、アル・ザマレクがサブスタジアムとしてそれぞれ使用している。サッカーエジプト代表のメインスタジアムでもあり、アフリカネイションズカップ2006や2009年FIFA U-20ワールドカップの会場ともなった。
また、スカッシュの有力選手も多い。

## 世界遺産
- 「カイロ歴史地区」に参照。

## ゴミ問題
2009年に世界的大流行した新型インフルエンザが豚から感染すると伝えられると、国内にいる豚の全頭殺処分が行われ、輸入も禁じられた。エジプトでは政府ではなく主にキリスト教徒らが中心となって民間企業などが豚の餌として生ゴミの収集を無償で行っていたが、豚が殺処分され生ゴミの収集を行わなくなった。この結果、カイロなどの都市部で生ゴミが多く放置される結果となり深刻な衛生問題を抱える結果となってしまった。

## 姉妹都市
カイロは以下の都市と姉妹都市となっている。年号は姉妹都市締結の年である。
- フランクフルト（ドイツ）（1979年）
- シュトゥットガルト（ドイツ）（1979年）
- ニューヨーク（アメリカ）（1982年）[36]
- パリ（フランス） (1985年)
- イスタンブール（トルコ）（1988年）
- オタワ（カナダ）（1989年）
- 東京都（日本）（1990年）
- 北京（中華人民共和国）（1990年）
- バルセロナ（スペイン） (1992年)
- 西安（中華人民共和国）（1997年）
- ソウル (大韓民国)（1997年）
- ヒューストン（アメリカ）（1998年）
- ミンスク（ベラルーシ） (1998年)
- サラエボ（ボスニア・ヘルツェゴビナ） (2006年)